# Berlaymont
Berlaymont (fr. výsl. [berlemõ]) je budova v Bruselu v Belgii a hlavní sídlo Evropské komise. Nachází se na Rue de la Loi / Wetstraat v části města označované jako „Evropská čtvrť“.

## Historie
Na místě, kde dnes stojí budova Berlaymont, byl roku 1624 založen ženský klášter řádu sv. Augustina. V 19. století klášter fungoval jako dívčí penzionát a vedly jej augustiniánské řeholnice, nazývané „les Dames du Berlaymont“ podle zakladatelky kláštera, hraběnky z Berlaymontu. Roku 1960 pozemek koupil belgický stát a klášter se přesunul do Waterloo.
Budova Berlaymont byla postavena v letech 1963 až 1969 a stala se symbolem evropských institucí v Bruselu. V letech 1967–1991 v Berlaymontu pracovalo 3000 pracovníků.

### Rekonstrukce
Roku 1991 bylo rozhodnuto o nutnosti kompletní rekonstrukce, a to z několika důvodů. Hlavním z nich byl vysoký obsah azbestu, který chránil ocelové konstrukce. Kromě toho měl objekt nedostatečná protipožární opatření, problémy s ventilací a nevhodné vnitřní uspořádání – chodby a schodiště zabíraly příliš mnoho prostoru na úkor jiných místností, které tak byly malé a špatně osvětlené. Modernizace byla kritizována kvůli velkým časovým průtahům, trvala 12 let, i proto, že byla předražena, oproti původně odhadované ceně kolem 160 milionů eur přesáhla konečná cena 620 milionů eur.
Evropská komise se vrátila do Berlaymontu v roce 2004. Od roku 2005 sídlí v Berlaymontu všichni členové Komise a jejich kabinety.

## Architektura
Budovu navrhl architekt Lucien De Vestel ve spolupráci s Jeanem Gilsonem, Jeanem Polakem a Andrém Polakem. Tvoří ji třináctiposchoďová nadzemní část, jež spočívá na širokém suterénu, který se skládá ze čtyř podlaží. Nadzemní část má půdorys ve tvaru písmene „X“ se čtyřmi křídly, která vybíhají ze střední části budovy.
Budova má podlahovou plochu přibližně 240 000 m² a 18 podlaží. Kanceláře pro 3000 úředníků a shromažďovací místnosti jsou v nadzemní části. V suterénní části jsou restaurace, televizní studio, zasedací místnosti, skladovací místnosti a parkoviště.
Rekonstrukci v letech 1997– 2004 provedli architekti Pierre Lallemand, Steven Beckers a Wilfried Van Campenhout.